# Dolina Chłapowska (rezerwat przyrody)
Dolina Chłapowska – krajobrazowy rezerwat przyrody o powierzchni 24,83 ha utworzony w 2000 roku, obejmujący podlegający ochronie obszar wąwozu zwanego Doliną Chłapowską lub Wąwozem Chłapowskim (przez miejscowych także „Rudnikiem”). Znajduje się na terenie Nadmorskiego Parku Krajobrazowego, w północnej części Kępy Swarzewskiej w gminie Władysławowo.
Otulina rezerwatu obejmuje powierzchnię 47,82 ha. Wejście do wąwozu zaczyna się w Chłapowie, a kończy przy nadmorskiej plaży. Różnica poziomów między górnym odcinkiem wąwozu a wylotem na plaży wynosi 50 m.
Legenda głosi, że nazwa „Rudnik” pochodzi od rudoczerwonej ziemi, symbolu krwawej zasadzki na Szwedów, która miała tam miejsce.
Występują tu stanowiska fauny i flory podlegające ochronie, między innymi: żarnowiec miotlasty, rokitnik zwyczajny, dzwonek okrągłolistny, jałowiec, bażyna czarna, bluszcz pospolity i paprotka zwyczajna.
Zdaniem geologów wąwóz powstał na skutek erozyjnej działalności wód spływających z Wysoczyzny do Bałtyku, a rdzawe zabarwienie ziemi powodują wysięki wód gruntowych o dużej zawartości związków żelaza.